# SsangYong SY Truck
SsangYong SY Truck (кор. 쌍용 SY트럭) — грузовик, произведённый SsangYong Motor Company. Выпущенный в 1993 году, является преемником DA50 с применением технологий, полученных в результате сотрудничества с Mercedes-Benz и их грузовиков Mercedes-Benz SK. Когда МВФ признал SsangYong банкротом, производство было остановлено, а разработки переданы в Китай.